# Unterendingen
Unterendingen là một đô thị ở huyện Zurzach, bang Aargau, Thụy Sĩ.

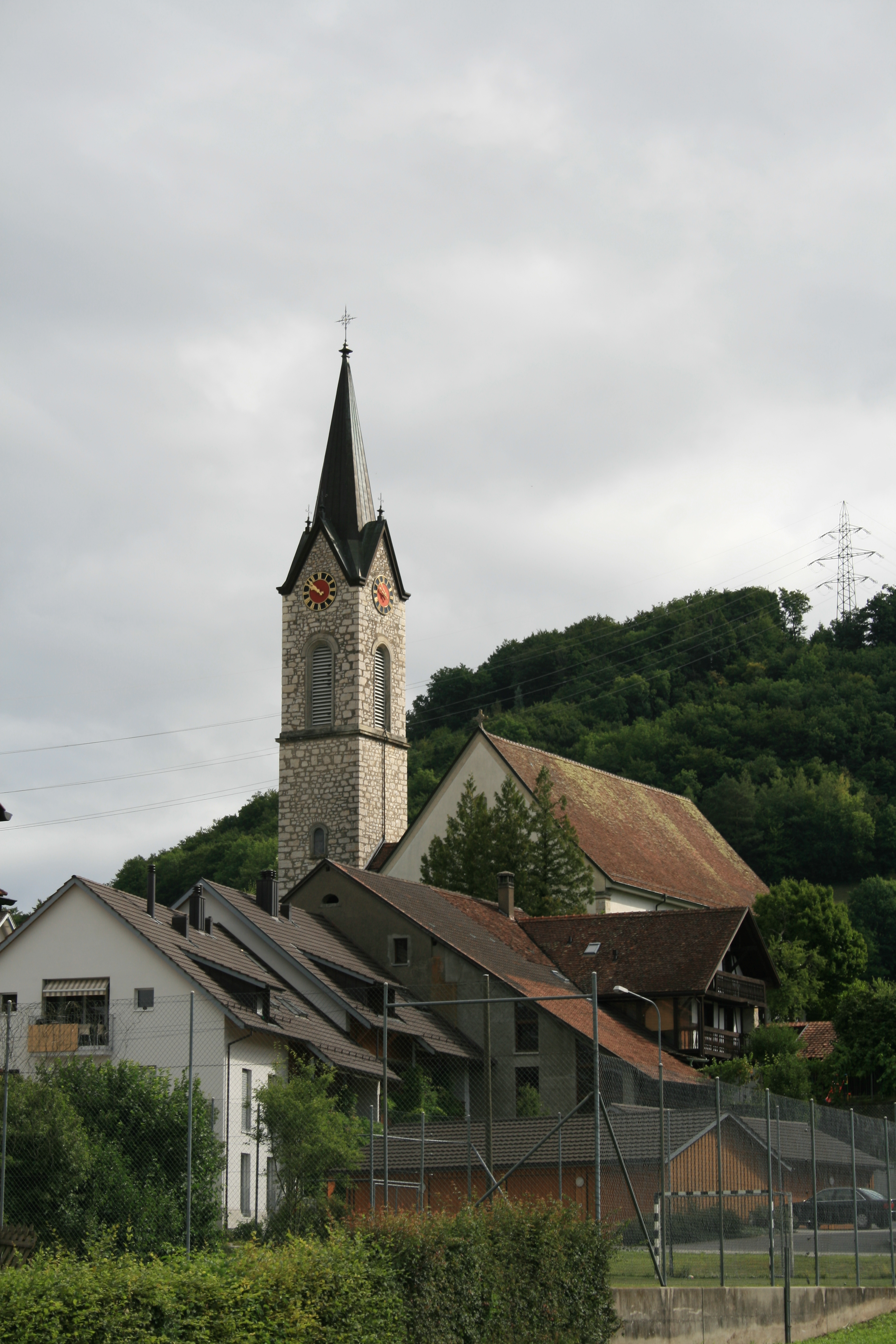
Unterendingen